# Valódi pelék
A valódi pelék (Glirinae) az emlősök (Mammalia) osztályának a rágcsálók (Rodentia) rendjébe, ezen belül a pelefélék (Gliridae) családjába tartozó alcsalád.

## Rendszerezés
Az alcsaládba 2 nem és 2 faj tartozik:
- Glirulus Thomas, 1906 - japán pelék, 1 faj
  - japán pele (Glirulus japonicus) Schinz, 1845

- Glis Brisson, 1762 -  nagy pelék, 1 faj 
  - nagy pele (Glis glis vagy Myoxus glis) Linnaeus, 1766